# سید حسن فقیه امامی
سید حسن فقیه امامی (۱۳ اردیبهشت ۱۳۱۴ – ۱۵ اسفند ۱۳۸۹) فقیه، اصولی، مجتهد و از علمای شهر اصفهان بود.

## سرگذشت
سید حسن فقیه امامی در تاریخ اول صفر ۱۳۵۴ قمری برابر با ۱۳ اردیبهشت سال ۱۳۱۴ خورشیدی در خاندان و محله‌ای در نزدیکی امامزاده ابوالحسن زین‌العابدین علی معروف به امامزاده درب امام متولد شد.
گفته شده نسب وی با سی واسطه به جعفر صادق می‌رسد. وی تحت تعلیم و تربیت پدر خود سید عطاءالله فقیه امامی رشد یافت و پس از به پایان رساندن تحصیلات ابتدایی در مدرسه برادران قدسی در سن ۱۶ سالگی در حدود ۱۳۳۰ خورشیدی وارد حوزه علمیه اصفهان شد.

## تالیفات
تعدادی از تألیفات او به شرح زیر است:
1. پاسخ به شبهاتی پیرامون خمس (۲ جلدی)
2. نقش عقل در احکام الهی
3. آیا فهم قرآن آسان است؟!
4. صراط مستقیم
5. فتنه‌ها از کجا آغاز شد!
6. مباحثی پیرامون بهائیت

### آثار چاپ نشده
1. رساله‌ای در موضوع امامت
2. تنظیم العروه (به شکل آموزشی)
3. شرح زندگانی و خاطراتی از علماء معاصر
4. رساله‌ای در فلسفه حج
5. تقریرات درس هیئت مجدالعلماء نجفی
6. ایدئولوژی اسلامی
7. تفسیر سوره یوسف

او علاوه بر تألیف، اقدام به چاپ و نشر متون کهن و قدیمی علمی شیعه می‌نمود.

## درگذشت
او در صبح روز یکشنبه ۱۵ اسفند ۱۳۸۹ خورشیدی مصادف با اول ربیع‌الثانی ۱۴۳۲ قمری درگذشت و در جوار حرم امامزاده ابوالعباس محمد (در خوراسگان اصفهان) دفن شد.